# 一本木村
一本木村（いっぽんぎむら）は、かつて青森県にあった村。

## 地理
北側は津軽海峡に面している。
- 河川：中宇田川、与茂内川、袰月川、砂ヶ森川、鬼泊川
- 山岳：坊主岳、尖岳、烏岳

## 沿革
前史
- 1882年（明治15年）8月 - 函館区大森浜間に海底通信ケーブルが敷設される[1]

成立
- 1889年（明治22年）4月1日 - 町村制施行により東津軽郡一本木村が村制施行し、一本木村が発足。
- 1955年（昭和30年）3月31日 - 東津軽郡今別村と合併し、今別町となり消滅。

## 施設等
- 金融機関等
  - 袰月郵便局
- 教育機関
  - 第一一本木中学校
  - 袰月中学校
  - 奥平部中学校
  - 一本木小学校
  - 袰月小学校
  - 奥平部小学校
  - 砂ケ森小学校
  - 大泊小学校
- その他
  - 一本木村海底線室[2]